# Ambasciata d'Italia a Berna

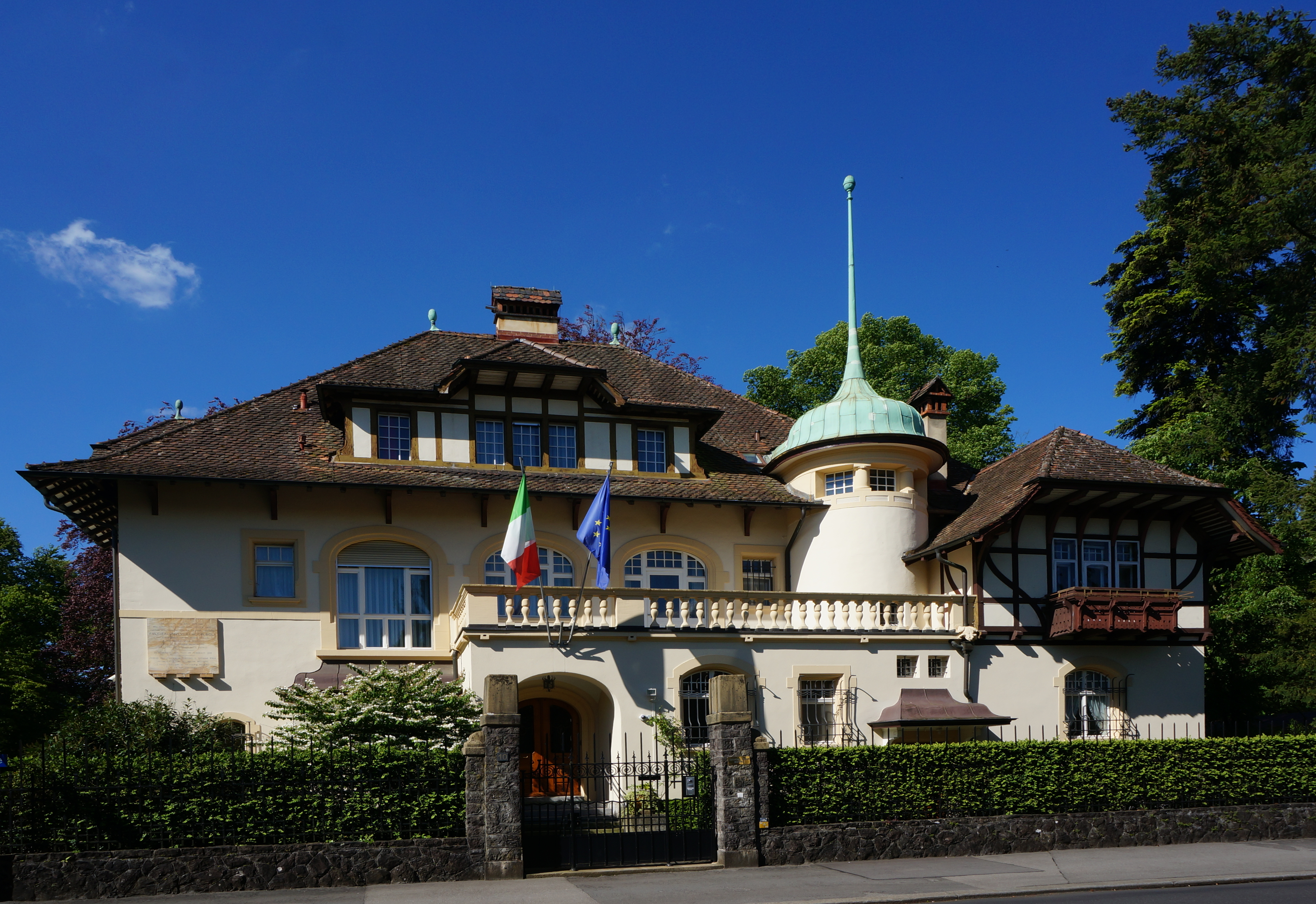
Residenza dell'ambasciatore in Elfenstrasse 10.

L'ambasciata d'Italia a Berna è la missione diplomatica della Repubblica italiana nella Confederazione Elvetica, con accreditamento secondario presso il Liechtenstein. 
La sede è a Berna, in Elfenstrasse 14. Nello stesso complesso, al civico 10, è situata la residenza ufficiale, mentre gli uffici della Cancelleria Consolare si trovano in Willadingweg 23.

## La sede
I locali pressoché adiacenti della Cancelleria diplomatica e della Residenza appartenevano alla Famiglia Paulucci de' Calboli, che vi abitò fino agli inizi del 1900. Nel 1920 la Residenza con relativa dépendance e giardino furono ceduti dall'unica erede rimasta, la Marchesa Eugenia Virginia, allo Stato Italiano. Nello stesso anno la proprietà venne poi definitivamente acquistata per 450 000 franchi svizzeri e utilizzata come sede dell'ambasciata in Svizzera.

## Altre sedi diplomatiche d'Italia in Svizzera
Oltre all'ambasciata a Berna, in Svizzera sono presenti 4 consolati italiani:
| Tipologia          | Sede    | Zona di competenza |
| ------------------ | ------- | --- |
| Consolato          | Basilea | Cantoni Argovia, Basilea Città/Campagna, Giura e Soletta |
| Consolato generale | Ginevra | Cantoni Ginevra, Vaud e Vallese |
| Consolato generale | Lugano  | Canton Ticino |
| Consolato generale | Zurigo  | Cantoni Glarona, Lucerna, Sciaffusa, Obvaldo/Nidvaldo, Svitto, Uri, Zugo, Zurigo, Appenzello Interno/Esterno, San Gallo, Turgovia, Grigioni. Il Consolato Generale è inoltre competente per il Liechtenstein. |